# Alvan T. Fuller
Alvan Tufts Fuller, född 27 februari 1878 i Boston, Massachusetts, död 30 april 1958 i Boston, var en amerikansk republikansk politiker. Han var ledamot av USA:s representanthus 1917–1921, viceguvernör i delstaten Massachusetts 1921–1925 och därefter guvernör 1925–1929.
Fuller var först verksam inom cykelbranschen och ägde sedan företaget som sålde Packardbilar i Boston. I kongressvalet 1916 besegrade Fuller sittande kongressledamoten Ernest W. Roberts. Trots att Fuller själv var republikan, utmanade han republikanen Roberts som obunden kandidat och omvaldes 1918 som officiell republikansk kandidat. Fuller efterträddes 1921 som kongressledamot av republikanen Charles L. Underhill. Efter fyra år som viceguvernör tillträdde Fuller sedan 1925 som delstatens guvernör. I guvernörsämbetet efterträddes han 1929 av Frank G. Allen.
En av de hetaste frågorna under Fullers ämbetsperiod som guvernör var avrättningarna av anarkisterna Sacco och Vanzetti. För att på förhand granska avrättningarnas laglighet utnämnde Fuller en panel som bestod av tre personer: rektorerna vid Harvard University och Massachusetts Institute of Technology samt en pensionerad domare. Fuller gav klartecken för avrättningarna efter att panelen meddelade att det inte fanns några förhinder för att avrätta Sacco och Vanzetti. Femtio år efter avrättningarna, år 1977, medgav guvernör Michael Dukakis att hela processen mot Sacco och Vanzetti hade präglats av fördomar mot invandrare och personer med avvikande politiska åsikter. Enligt Dukakis kunde man inte lita på att de avrättade hade fått en rättvis behandling av delstaten Massachusetts.